# Влоцин-Весь
Влоцин-Весь (пол. Włocin-Wieś) — село в Польщі, у гміні Блашки Серадзького повіту Лодзинського воєводства.
Населення — 149 осіб (2011).
У 1975-1998 роках село належало до Серадзького воєводства.

## Демографія
Демографічна структура станом на 31 березня 2011 року:
|          | Загалом | Допрацездатний вік | Працездатний вік | Постпрацездатний вік |
| -------- | ------- | ------------------ | ---------------- | -------------------- |
| Чоловіки | 69      | 18                 | 41               | 10                   |
| Жінки    | 80      | 23                 | 39               | 18                   |
| Разом    | 149     | 41                 | 80               | 28                   |